# Kraljeva astronomska družba
Kraljeva astronomska družba (izvirno angleško Royal Astronomical Society, kratica RAS) je strokovno združenje, ki so jo ustanovili leta 1820 kot Astronomsko društvo iz Londona (Astronomical Society of London), z namenom podpreti astronomska raziskovanja. Leta 1831 se je preimenovalo v trenutni naziv, potem ko mu je William IV. Britanski podelil Kraljevo listino. Leta 1915 je združenje prejelo Dopolnilno listino, s katero so lahko pričeli vključevati tudi ženske članice.
Trenutno predstavlja Združeno kraljestvo v Mednarodni astronomski zvezi in je hkrati članica Znanstvenega sveta Združenega kraljestva. Njene glavne naloge so ostale enake: spodbuja in predstavlja študij astronomije, znanosti Osončja, geofizike in drugih povezanih področij.
Člani družbe se dobivajo v Burlington House (Piccadilly, London) in drugje po Združenem kraljestvu. Ukvarjajo se tudi z izdelavo astronomskih zbornikov in drugih publikacij. Trenutno ima družba več kot 3000 članov, od katerih jih tretjina ne živi v Združenem kraljestvu.

## Člani
- seznam predsednikov Kraljeve astronomske družbe
- seznam članov Kraljeve astronomske družbe

## Nagrade in priznanja
Najvišja znanstvena nagrada družbe je zlata medalja Kraljeve astronomske družbe.
Druge nagrade so: Eddingtonova medalja, Herschlova medalja, Chapmanova medalja, Pricova medalja in Jackson-Gwiltova medalja.
Družba podeljuje tudi častna predavateljstva: Predavateljstvo Harolda Jeffreysa iz geofizike, Predavateljstvo Georgea Darwina iz astronomije in Predavateljstvo Geralda Whitrowa iz fizikalne kozmologije.